# Монтескью д’Артаньян, Пьер де
Пьер де Монтескью, урожденный шевалье д’Артаньян и граф д’Артаньян (по патенту)  с 1710 г. (фр. Pierre de Montesquiou,chevalier d'Artagnan,comte d'Artagnan ) — французский военачальник, маршал Франции с 1709 г. получивший этот военный титул в награду за выдающееся командование в битве при Мальплаке 11 сентября, в которой он был ранен и под ним были убиты три лошади.
Родился в марте 1645 года в Байонне и умер 12 августа 1725 в Ле-Плесси-Робинсон.
Двоюродный брат (кузен) по тетушке - Шарля Ожье де Баца, шевалье д’Артаньян, графа де Кастельмор, капитан-лейтенанта "серых мушкетеров", главного прототипа героя Александра Дюма в романах о трёх мушкетёрах. От самого Пьера Дюма взял почетное звание маршала Франции.

## Происхождение Пьера
Происходил из младшей (кадетской) ветви французского рода баронов де Монтескью (младшая ветвь графов Фезенсак) из потомков герцога Гаскони. 
Правнук экюйе (дворянин без титула) Полона де Монтескью (фр. Paulon de Montesquiou) , женившегося первым браком на  Жаккетт д'Эстен (фр. Jacquette d'Estaing), дочери Сан Астера д'Эстен, синьора д’Артаньян (фр. San Aster d'Estaing, seigneur d'Artagnan) и после её смерти унаследовавшего синьорию Артаньян в графстве Бигорр, благодаря чему историки эту ветвь Монтескью неофициально называют Монтескью-д’Артаньян. От Генриха II д'Альбре, короля Наварры (при этом графа де Фуа в Тулузе) титул графа д'Артаньян. 
Пьер четвертый сын Анри I де Монтескью, графа и синьора д'Артаньян внук знаменитого Жана I де Монтескью, синьора д'Артаньян, д'Ансост, де Барашин и де Масу (фр. Jean de Montesquiou), служившего энсином (командир знаменного отряда) знамени полка Французской гвардии при Генрихе IV. 
Пьер был четвертым сыном Анри (Генриха) I де Монтескью, графа д’Артаньян и его жены Жанны, дочери Жана де Гассиона. 
У Пьера были три старших брата и одна сеста: 
- Раймонд (Raymond 1639 - 1673), граф д'Артаньян - детей не имел.
- Анри II (Henri 1640 - 1695) -  имел сына Поля де Монтескью (1672-1751) - дальнейшая ветвь Монтескью-д’Артаньян, получившим в 1777 году от короля права носить фамилию де Монтескью-Фезенсак, как единственно выжившие из всех ветвей фамилии.
- Антуан (Antoine 1642 - 1723)
- Франсуаза (Françoise 1643 - 1656)

Помимо них у Пьера были младшие сестра и брат:
- Мари де Монтескью д'Артаньян (около 1646-1670).
- Луи де Монтескью д'Артаньян (1649 - около 1731), известный как аббат д'Артаньян, настоятель аббатства Сен-Жан-де-Сорд, Артюс и Мазан.

## Семья Пьера
Пьер де Монтескью был дважды женат: 
- на Жанне де Пьодлу. Свадьба сыграна 1 марта 1672 года в Париже, в церкви Сен-Эсташ.
- на Элизабет Л'Эрмитт (ок. 1679 - 1770), даме Фонтен-Риант. Свадьба сыграна 27 марта 1700 г.

В браке с Элизабет Л'Эрмитт имел двух детей: сына Луи (1701-1717) и дочь Екатерину (1703-1706), которая умерла во младенчестве. 

## Служба
- С 1655 по 1660 года находился в Королевской академии Жюйи.
- С 1660 года паж кардинала Мазарини, в качестве которого присутствовал 16 августа 1660 года при въезде короля и королевы в Париж.
- В 1661 году стал пажом Малой конюшни короля Людовика XIV.
- В 1665 году  зачислен мушкетером  в роту "серых мушкетеров" своего кузена Шарля де Батц, но службу несет в Пиньероле.
- В 1668 году энсин (прапорщик) полка Французской гвардии.
- В 1671 году су-лейтенант полка Французской гвардии.
- В 1673 году капитан-лейтенант  полка Французской гвардии.
- В 1674 году назначен адъютантом, обязанности которого он выполнял в боях при Сенефе.
- В 1676 году назначен лично королем занимать должность отсутствующего сержант-майора.
- В 1678 году получает под командование гвардейскую роту и должность сержант-майора полка Французской гвардии.
- В 1681 году командует полком после смерти сьера де Сезана.
- В 1683-1688 годах местре де Камп (полковник)
- В 1689 году годах местре де Камп (полковник-бригадир).
- В 1689 году маршал лагерей (полков) (до 1655 года должность называлась генерал-сержант-майор) - помощник командующего армией.
- В 1693 году назначен губернатором Арраса.
- С 3 января 1696 года генерал-лейтенант провинции Артуа.
- 22 января 1697 году назначен полковником полка д'Артаньяна, который Пьер формирует из фракских рот.
- В 1698 году покидает полк Французской гвардии и получает пансион и проживание в дворцовом комплексе в Версале.
- В 1699 году отправляется во Фландрию, где командует пехотой.
- В 1702 году командует в Брабанте и позже захватывает город Намюр.
- В 1706 году участвовал в битве при Рамильи.
- В 1708 году участвует в битве при Ауденарде.
- В 1709 году захватывает Красный форт под Гентом, Пон-а-Марк и форт Уорнетон.
- В 1709 году командовал пехотой правого крыла в битве при Бланжи, известной как битва при Мальплаке, где под ним убивают три лошади.
- 20 сентября 1709 года от короля Людовика XIV получает жезл маршала Франции.
- До 1710 остается на границе Нидерландов.
- В 1716 - 1720 года является губернатором Бретани.
- 16 июня 1721 года становится членом Регентского совета.
- В октябре 1721 года назначается командующим (генерал-лейтенантом) в Лангедоке, Провансе и Севенне.

## Путаница в титулах
При получении почетного военного титула "маршал Франции", Пьер де Монтескью настаивает на именовании его как "маршал де Монтескью", против чего активно выступает принц де Конде, который не хочет чтобы фамилия де Монтескью была увековечена из-за того, что  в Битве при Жарнаке 13 марта 1569 г. во время Третьей религиозной войны, капитан гвардии герцога Анжуйского, Жозеф-Франсуа де Монтескью выстрелом из пистолета убил Людовика I де Бурбон, принца де Конде, герцога Ангиена (дядя Генриха IV).
Что бы избежать конфликта при дворе Людовик XIV  дарует Пьеру де Монтескью титул графа д’Артаньян, из-за чего он в историю  вошел как "маршал д’Артаньян".
Его очень часто путают с его племянником Пьером де Монтескью (1687 - 1754), последним сеньором и графом д’Артаньян, который принял титул графа де Монтескью — отцом Анн-Пьера де Монтескью-Фезенсак, маркиза Фезенсак, барона д'Арманьяк, сеньора Пон-Сен-Пьер.